# Cromatografia di ripartizione
Si parla di cromatografia di ripartizione quando la fase mobile è un liquido che impregna un solido granulare inerte (la fase stazionaria), in cui le sostanze da separare si solubilizzano.
Durante l'eluizione le molecole delle sostanze si dispongono (ripartiscono) dinamicamente tra le due fasi a seconda della loro affinità in esse. Scontato ma importante, le fasi (stazionaria e mobile) devono essere immiscibili fra loro.
Le due tecniche che ad oggi sfruttano il principio della ripartizione sono la gascromatografia e la cromatografia liquida ad alta prestazione (HPLC).
Il fenomeno della ripartizione viene sfruttato per la separazione in colonna degli analiti, che a seconda delle caratteristiche chimico fisiche si legheranno più o meno stabilmente alla fase stazionaria e quindi avranno diverso tempo di ritenzione.

## Fase stazionaria
Gli analiti che attraversano la colonna, trasportati dal gas o dal solvente devono essere "catturati" dal materiale di riempimento che costituisce la fase stazionaria. Un tempo le fasi stazionarie erano costituite da materiali organici specifici. Al giorno d'oggi le fasi stazionarie sono costituite da un solido inerte al quale viene fissato stabilmente un liquido organico specifico, che costituisce la "vera" fase nella quale avviene la ripartizione degli analiti. Questa tecnica si è dimostrata negli anni molto efficace, sia per la possibilità di preparare fasi stazionarie molto specifiche sia per la semplice rigenerazione delle colonne.

## Ripartizione
Il gas o il solvente che trasporta l'eluito passando nella colonna (che nel caso del gascromatografia può raggiungere lunghezze di 60 m, essendo opportunamente avvolta a spirale) mette in contatto gli analiti con la fase stazionaria, nella quale a seconda delle caratteristiche chimico fisiche (affinità, polarità, peso molecolare) si scioglierà più o meno bene. 
La concentrazione di una sostanza ripartita tra due diverse fasi liquide obbedisce alla  legge di Nernst, che stabilisce che il rapporto tra le concentrazioni del soluto nelle due fasi a contatto fra loro è una costante a temperatura costante per un dato soluto:
{\displaystyle K={\frac {[X]_{1}}{[X]_{2}}}}.
K rappresenta il coefficiente di ripartizione.
Gli analiti che hanno peggiore affinità saranno i primi ad abbandonare la colonna e quindi raggiungere il rivelatore. Man mano che procede l'analisi si può intervenire sulle condizioni per modificare la ripartizione.

## Analisi programmata e gradiente
Nel caso in cui le sostanze da separare abbiano punto di ebollizione (GC) o polarità (LC) molto simili la tecnica isoterma o isocratica non riuscirebbe a separare efficacemente gli analiti. In questo caso si sfrutta la diversa volatilità o la diversa solubilità in un solvente per rimuovere efficacemente gli analiti dalla fase stazionaria. Nel caso della gascromatografia si può programmare una serie di rampe di temperatura alla quale viene sottoposta la colonna, e l'analisi viene definita programmata. In HPLC si varia in modo continuo la composizione del solvente, seguendo il potere eluotropo della fase mobile: in fase diretta verrà aumentata via via la polarità, mentre in fase inversa verrà via via diminuita.